# Route A1 (Namibie)
Pour les articles homonymes, voir Route A1.
La route A1 est une route nationale en Namibie. Le tronçon de 74 kilomètres  reliant Windhoek à Okahandja est la seule route classée A en Namibie. Constituée d'une voie rapide sur toute sa longueur, elle a été créée en 2017 lorsque des sections de la route B1 ont été rebaptisées A1 conformément aux nouvelles normes de la Roads Authority Namibia,. L'A1 fait partie intégrante du Corridor Trans-Kalahari (en) et, avec la B1, de la route Transafricaine 3.

## Tracé
À son extrémité sud, l'autoroute A1 relie la B1 au quartier Hochland Park de Windhoek, à un échangeur avec la B6 menant au centre-ville, à l'aéroport international Hosea Kutako et à Gobabis, ainsi qu'à la route C28 menant à Swakopmund. L'itinéraire suit la rocade ouest, construite dans les années 1970. ELLE se dirige ensuite vers le nord à la sortie de Windhoek sur des sections d'autoroute construites dans les années 2010, passant par Elisenheim, Brakwater et Teufelsbach jusqu'à Osona ; la distance entre Hochland Park et Osona est de 53 kilomètres.
L'autoroute se termine actuellement à Osona, la désignation de la route redevenant B1. La construction des 21 derniers kilomètres jusqu'à Okahandja s'est achevée en 2024, ce qui porte la longueur finale de l'A1 à 74 kilomètres.